# Ліоцелл

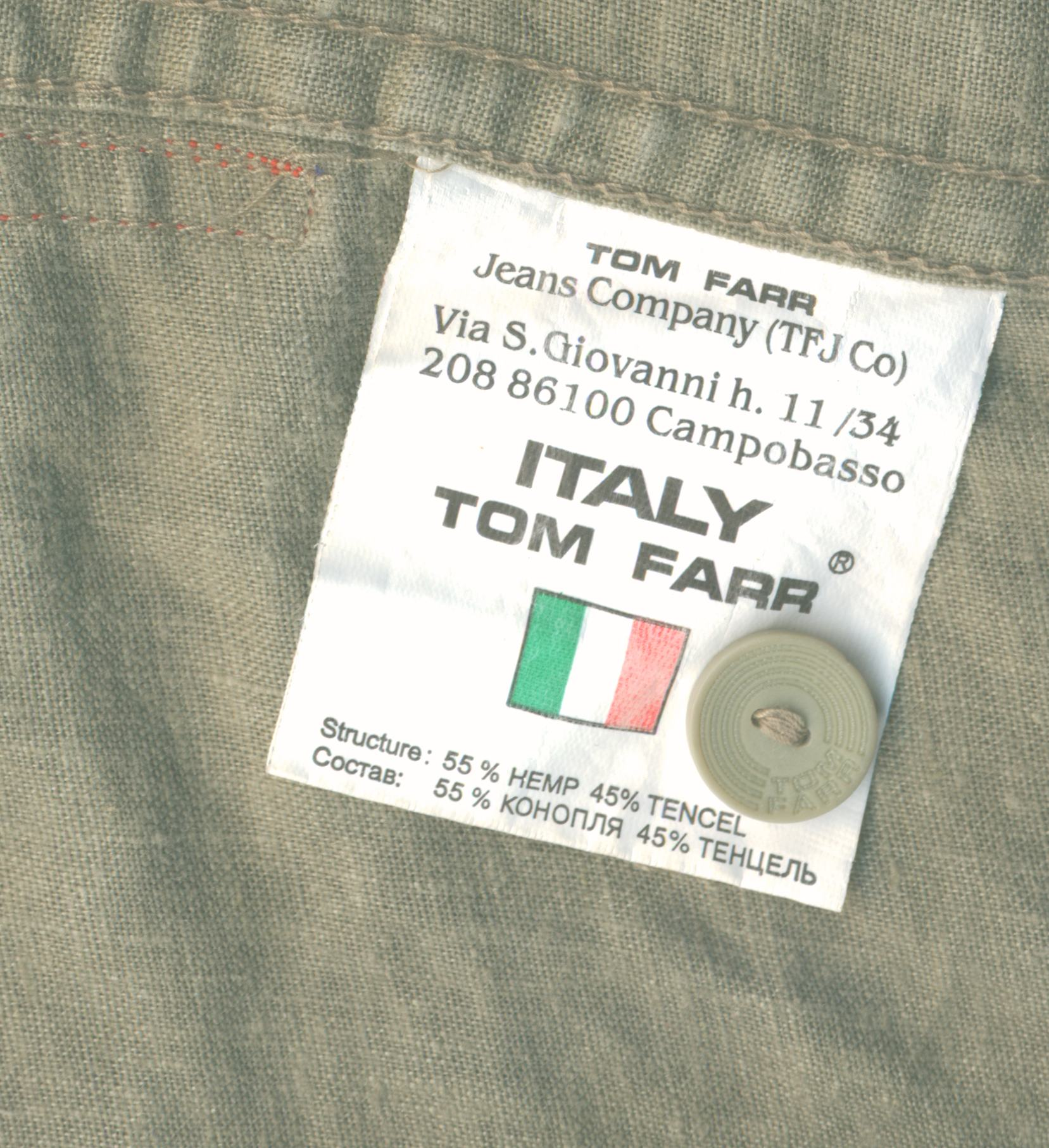
Ліоцелл — 55 % — коноплі, 45 % — Тенцель®

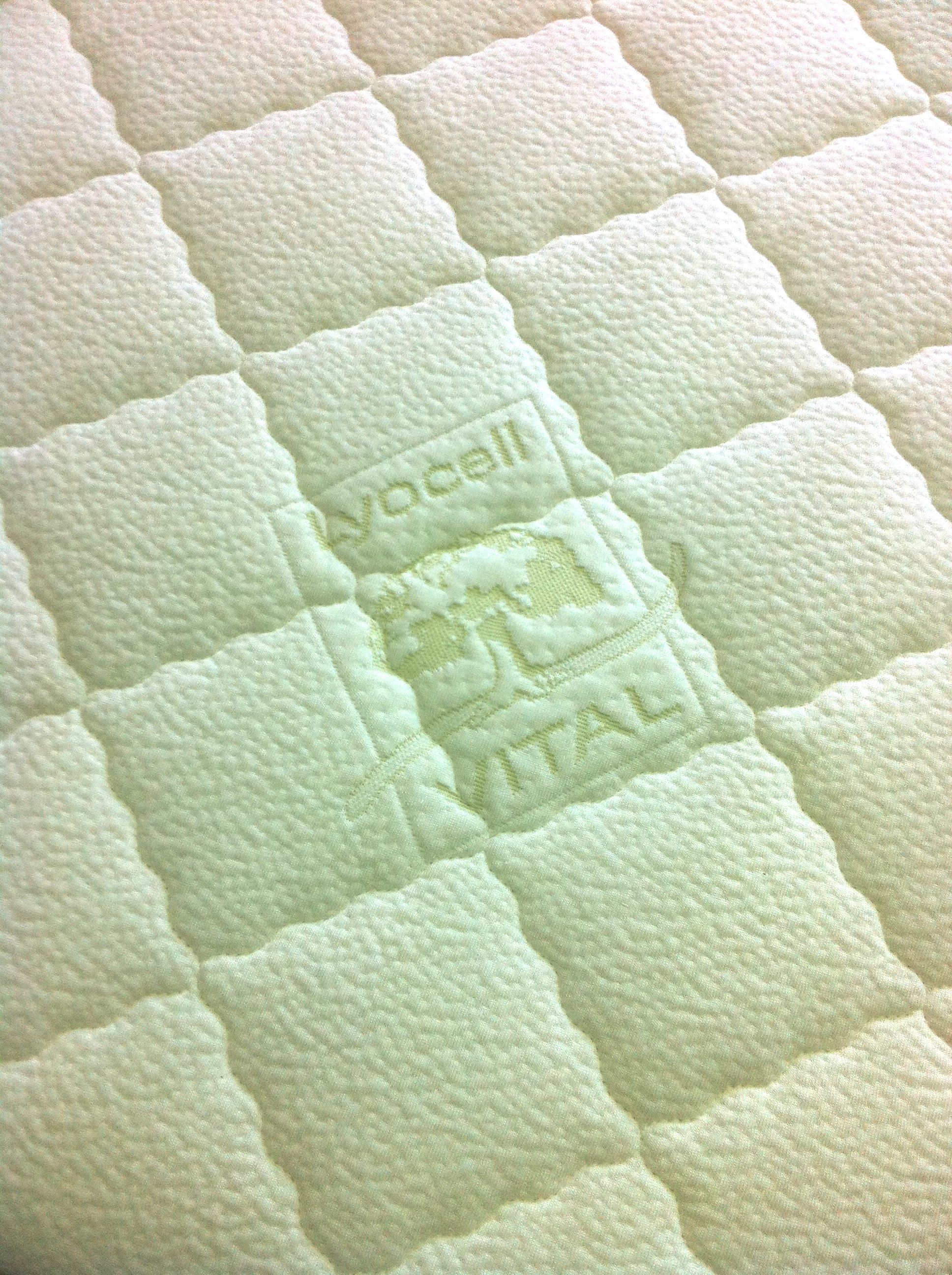
Чохол матраса з волокном Lyocell

Ліоцелл (Lyocell) — текстильне волокно, що отримується хімічним шляхом з целюлози. Ліоцелл випускається під різними комерційними назвами: Tencel® (Тенцель) — компанія Lenzing (США), Орцел® — ВНІІПВ (Росія, м Митищі).
Формування волокна ліоцелл засноване на процесі прямого розчинення целюлози в N-метил-морфолін-N-оксиді [1], при цьому хімічно целюлозна маса змінюється несуттєво.
Волокна ліоцелл відрізняються високою зносостійкістю, що дає змогу використовувати їх у промисловості при виготовленні автомобільних фільтрів, тросів, матеріалів для абразивної обробки, бинтів і тканин для захисних чохлів. Також тканини з волокнами ліоцелл використовуються при виготовленні різноманітного одягу, чохлів для матраців і подушок, постільної білизни.
Вперше тканину з цього волокна виготовлено в 1988 році компанією Courtaulds Волокна Великої Британії на дослідному заводі S25. Основною метою виготовлення було пошиття жіночого одягу.
Тканина з волокон ліоцелл добре вбирає вологу і пропускає повітря, має високу міцність у сухому й вологому стані, добре тримає форму. Має м'який блиск, властивий натуральному шовку. Добре забарвлюється, не скачується, не змінює форму після прання. Не вимагає особливого догляду.